# Chlorophytum cordifolium
Chlorophytum cordifolium är en sparrisväxtart som beskrevs av De Wild. Chlorophytum cordifolium ingår i släktet ampelliljor, och familjen sparrisväxter. Inga underarter finns listade i Catalogue of Life.